# Nokia (by)
 Denne artikel omhandler byen Nokia. For virksomheden Nokia, se Nokia.
Nokia er en bykommune i landskabet Birkaland i det vestlige Finland. Kommunen og landskabet hører under Vest og Indre Finlands regionsforvaltning. I 1998-2008 hørte byen til Vestfinlands len.  
Byen ligger på bredden af Kumo-elven, ca. 15 km vest for Tampere. Byen har 35.730 (2024) indbyggere.
Nokia var i 1596 centrum for et bondeoprør kaldet Klubbekrigen, fordi bøndernes mest brugte våben var køller (sv.: klubbar). Konflikten endte blodigt, idet de oprørske bønder blev brutalt nedslagtet af den svenske hær under ledelse af statholderen Clas Eriksson Fleming. Under den finske borgerkrig i 1918 var Nokia i lighed med Tampere en kommunistisk højborg. Byen fik sin bystatus så sent som 1977. I dag er byen fortsat præget af flere større industrivirksomheder, men har også flere spa-hoteller. Byen ligger midt på jernbanestrækningen fra Tampere til Pori. Nokia er venskabsby med Horsens

## Telekommunikationsvirksomheden Nokia
Byen kendes dog mest for telekommunikationsvirksomheden Nokia, der blev grundlagt i byen i 1865 som en papirfabrik. Senere begyndtes en produktion af gummiprodukter, bl.a. bildæk, og virksomheden fusionerede med Finnish Cable Works (Suomen kaapelitehdas) til Nokia Corporation i 1967. Dele af konglomeratet blev frasolgt i 1990, og såvel dækproduktionen som papirfabrikken har derfor ikke længere tilknytning til Nokia Corporation. I dag har Nokia ikke længere aktiviteter i byen, men har sit hovedsæde i Espoo, mens den største fabrik ligger i Salo, begge flere hundrede km syd for byen Nokia. Dog har virksomheden en af sine udviklings- og designafdelinger placeret i Tampere. Turister kommer til Nokia i håb om at finde et mobiltelefonmuseum, men den eneste forbindelse til firmaet er Nokia-villaen, der undertiden anvendes til personalets fester. Byen er gentagne gange blevet opfordret til at lave en form for mindesmærke over virksomheden, men har hver gang afvist med henvisning til, at der aldrig er fremstillet mobiltelefoner dér.